# Корнелия Маринова
Корнелия Добрева Маринова е български политик. Кмет на Община Ловеч (2015-2023). Народен представител в XLII и XLIII народно събрание, семейна с 2 деца.

## Образование
Завършила Гимназия с преподаване на френски език „Захари Стоянов“, Сливен със златен медал. Магистър по биология и химия от Пловдивския университет „Паисий Хилендарски“. Има придобита професионална квалификация по управление на средното образование в Софийския университет „Св. Климент Охридски“.

## Биография
От 1992 до 2011 г. работи като директор на ОУ „Васил Левски“, гр. Ловеч. От 7 ноември 2011 г. до май 2013 г. е Председател на ловешкия Общински съвет.
Трети мандат е заместник-член в българската делегация в Европейски комитет на регионите, с решение на Министерският съвет на Република България. Участва в Комисията по гражданство, управление, институционални въпроси и външни работи (CIVEX). Във втория си мандат като заместник-член на Европейския комитет на регионите Корнелия Маринова участва в Комисия по икономическа политика (ECON) и Комисия по околна среда, изменение на климата и енергетика (ENVE).
Народен представител в XLII народно събрание от ПП ГЕРБ от 11-МИР Ловеч, член на Комисията по образование и наука, Комисията по правата на човека и жалбите на гражданите, Комисията по вероизповеданията и парламентарна етика, Комисията по околната среда и водите. Народен представител на ПП ГЕРБ за 11-МИР Ловеч в XLIII народно събрание, Заместник-председател на Комисията по образование и наука и член на Комисията по околната среда и водите. Заместник-председател на Парламентарната асамблея по франкофония в XLIII народно събрание.
На Местните избори през 2015 г. Корнелия Маринова печели изборите за кмет, като на втори тур побеждава кандидата на ПП БСП Минчо Казанджиев с 51.74% на 48.26%. Обявена за Кмет на Община Ловеч с Решение на ОИК 391-МИ/01.11.2015 г.
На Местните избори през 2019 г. Корнелия Маринова печели изборите за кмет, като на втори тур побеждава кандидата на ПП БСП Радина Банкова с 48.45% на 46.45%. Обявена за Кмет на Община Ловеч с Решение на ОИК 224-МИ/04.11.2019 г.
От 2015 г. Корнелия Маринова е Председател на Комисията по европейски фондове, национални и международни програми и проекти на Националното сдружение на общините в Република България (НСОРБ), както и активен член на Постоянната комисия по местно самоуправление, икономическа политика и туризъм.
Заместник-председател на Регионално сдружение на общините „Централна Стара планина“. От 17.09.2020 г. е член на Регионален съвет за развитие (РСР) за Северозападен район за планиране (СЗР).
На 10.10.2020 г. на XVI Общо събрание на Асоциацията на българските градове и региони, Корнелия Маринова е избрана за член на Управителния съвет.
Председател на Общински комитет „Васил Левски“ – Ловеч. Член на Управителния съвет на Фондация „Васил Левски“, член на Управителния съвет на Общобългарски комитет „Васил Левски“, както и на „Сдружението на възрожденските градове“.

## Семейство
Омъжена за Красимир Маринов, има две дъщери.